# Francis Delpérée
Pour les articles homonymes, voir Delpérée.
Francis Paul Eudore, baron Delpérée, né le 14 janvier 1942 à Liège, est un homme politique et universitaire belge. Docteur en droit des universités de Louvain (UCLouvain) et de Paris, il est professeur émérite de droit constitutionnel à l'UCLouvain.

## Parcours académique
Francis Delpérée obtient son diplôme de droit à l'université unitaire de Louvain en 1964 et son doctorat à la Faculté de droit de l'université de Paris en 1968. Il enseigne le droit constitutionnel à la faculté de droit de l'UCLouvain depuis 1970, faculté dont il est le doyen de 1990 à 1993. Depuis 1994, il est directeur de la Revue belge de droit constitutionnel. Il était membre de la Conférence Olivaint de Belgique pendant ses études.
Membre de l'Institut de France (Académie des sciences morales et politiques, section de législation, droit public et jurisprudence) et de l’Académie royale de Belgique depuis 1998, il est également docteur honoris causa des universités d’Aix-en-Provence, de Genève, d’Ottawa, de Szeged et d’Athènes et de Toulon.

## Parcours professionnel
Avocat honoraire, il a également été assesseur à la section de législation du Conseil d'État belge entre 1985 et 2004 et professeur de droit constitutionnel aux Facultés universitaires Saint-Louis à Bruxelles.
Francis Delpérée est président du conseil d'administration de La Revue générale.
Au niveau international, il a notamment été consulté pour la rédaction de la Constitution tunisienne de 2014.

## Vie politique
De 2004 à 2007, il est sénateur de la Communauté française, député bruxellois et député de la Communauté française de Belgique. Au Sénat, il est membre la Commission des affaires institutionnelles ainsi que de la Commission de contrôle des dépenses électorales et de la compatibilité des partis politiques. Il est aussi actif dans la Commission des Affaires Intérieures et de la Commission de la Justice. Depuis 2006, il est conseiller communal dans sa commune de Woluwe-Saint-Pierre et, depuis décembre 2012, il y est président du conseil communal.
En juin 2007, il est candidat aux élections législatives et emmène la liste du cdH pour le Sénat. Il obtient 109 399 voix et est réélu sénateur. En juin 2010, il est réélu. En mai 2014, il est élu député fédéral.

## Kazakhgate
À la suite de l'affaire politico-financière du Kazakhgate, une commission d'enquête parlementaire est constituée de députés belges et présidée par Francis Delpérée. Dans le cadre de cette affaire, il apparaît que c'est via l'ordre souverain militaire et hospitalier de Saint-Jean de Jérusalem, de Rhodes et de Malte que l'avocate de Patokh Chodiev est entrée en contact avec l'avocat et sénateur Armand De Decker mais que le versement d'une somme de 25 000 euros n'était pas fait par cet Ordre qui déclare « n'avoir jamais versé d'argent à la fondation de la princesse Léa ». Plusieurs membres de la commission d'enquête dénoncent un conflit d’intérêt dû au fait que Francis Delpérée a reçu comme décoration la grande-croix de l'ordre pro Merito Melitensi de l'ordre souverain de Malte.
Le Soir révéla que Francis Delpérée fut entendu comme témoin par les enquêteurs dans la phase d'information judiciaire, ce n'était pas une révélation. Le lendemain, il annonça néanmoins qu'il renonçait à la présidence de la commission d'enquête parlementaire sur le Kazakhgate. Il sera remplacé par Dirk Van der Maelen.

## Décorations
- Grand-croix de l'ordre de Léopold II (23 juin 2019)
- Grand officier de l'ordre de Léopold (6 juin 2010)
- Commandeur de l'ordre de la Couronne (19 août 1997)
- Médaille civique de 1re classe (30 octobre 1992)
- Commandeur de l'ordre du Mérite de la République italienne (1988)
- Chevalier de la Légion d'honneur[réf. souhaitée] (1989)
- Commandeur de l'ordre des Palmes académiques (2008)
- Grand-croix de l’ordre pro Merito Melitensi de l'ordre souverain de Malte (2002)[8]

En 1994, le roi Albert II lui a octroyé concession de noblesse et le titre personnel de baron. Sa devise est Iure Constituitur Civitas.

## Œuvres
Directeur de la Revue belge de Droit constitutionnel, il est également l’auteur de nombreux ouvrages et articles touchant au droit constitutionnel, au droit européen, au fédéralisme et à la citoyenneté, dont :
- Le contentieux électoral, PUF, Paris, 1998
- La démarche citoyenne, Labor, Bruxelles, 1998
- Le fédéralisme en Europe, PUF, Paris, 2000
- Le droit constitutionnel de la Belgique, Bruylant, Bruxelles, 2000
- La procédure de révision de la Constitution, avec André Alen, Christian Behrendt, Xavier Delgrange e.a. avant-propos d'Herman De Croo, Éditions Bruylant, Bruxelles, 2003
- L'unité et la diversité de l'Europe : les droits des minorités : les exemples belge et hongrois, Marc Bossuyt, Árpád Gordos, Jean-Claude Scholsem e.a. ; sous la direction de Francis Delpérée et László Trócsányi ; avant-propos de Philippe Suinen, Bruylant, Bruxelles, 2003
- La constitution : de 1830 à nos jours, et même au-delà, Racine, Bruxelles, 2006
- J'écris ton nom, Constitution, Éditions de l'Académie royale de Belgique, Bruxelles, 2016
- Les crises de gouvernement, Éditions de l'Académie royale de Belgique, Bruxelles, 2020
- L'horloge constitutionnelle, Éditions de l'Académie royale de Belgique, Bruxelles, 2023

### Autres
- Mélanges en hommage à Francis Delpérée : itinéraire d'un constitutionnaliste, Bruylant, 2008 (dir. Robert Andersen, contributions d'André Roux, Dominique Rousseau, etc.)
- En novembre 2010, il publie dans la Revue générale et sur son site Web, un article sur le fédéralisme asymétrique en Belgique.

### Verbatim
« Le confédéralisme est le fédéralisme pour les cons : on fait croire, à ceux qui veulent le croire, que confédéralisme et fédéralisme, c'est du pareil au même. »

— Francis Delpérée, dans un article du Soir du 17 juillet 1996